# Center Harbor
Center Harbor ist eine Town im Belknap County des US-Bundesstaates New Hampshire in Neuengland. Das U.S. Census Bureau hat bei der Volkszählung 2020 eine Einwohnerzahl von 1.040 ermittelt.
Gelegen zwischen zwei anderen Gemeinden mit Häfen am See hat es seinen Namen davon, von drei Häfen der mittlere zu sein. Einer anderen Erklärung nach lautete der Name ursprünglich Senter Harbor, nach einem der ersten Siedler. Center Harbor entstand nicht aus einer Siedlungskonzession für bis dato unbesiedeltes Land, sondern war zunächst Teil von Moultonborough und danach New Hampton, von dem es 1797 abgeteilt wurde. Das Gebiet wurde später um einen Teil von Meredith vergrößert und war ein frühes Touristenziel und aufgrund seiner Lage ein natürlicher Kreuzweg. Laut dem US-Census von 2020 lebten hier 1.040 Einwohner in 771 Haushalten.

## Geographie

### Lage
Center Harbor liegt in der Lakes Region von New Hampshire südlich der White Mountains auf 183 Metern Höhe zwischen dem Squam Lake im Norden und einer Bucht des Lake Winnipesaukee im Süden. Die Fläche von 41,9 km² verteilt sich in etwa auf 7,5 km² Wasser- und 34,4 km² Landfläche.
Im Nordwesten liegt Holderness in Grafton County, im Nordosten und Osten grenzt Center Harbor an Moultonborough in Carroll County, südlich liegt Meredith und im Südwesten New Hampton. Die Stelle, an der sich Holderness, Moultonborough und Center Harbor treffen, liegt im Squam Lake, zwischen Moultonborough und Meredith liegt eine Bucht des Lake Winnipesaukee.

### Gemeindegliederung
Einzelsiedlungen sind Center Harbor Village an der Grenze zu Moultonborough und West Center Harbor nahe dem Winona Lake.

### Gewässer
Neben genannten Seen verläuft die Grenze zwischen Center Harbor zu Meredith entlang des Lake Waukeewan, nördlich davon die zu New Hampton im Winona Lake, früher auch als Long Pond bekannt. Weitere Gewässer sind Hawkins, Bear und Otter Pond nahe dem Winona Lake. Die beiden ersteren entwässern über einen Bach in den Winona Lake, der in der Geschichte Center Harbors wirtschaftliche Bedeutung als Mühlenstandort hatte.

### Berge
Center Harbor ist hügelig und ohne herausragenden Erhebungen. Der höchste Gipfel ist der Sunset Hill mit 1122 Fuß, etwa 342 Metern.

## Geschichte
Center Harbor entstand an einer durch Berge und Seen gebildeten Landenge, durch die auch vor der Kolonisierung Wege verliefen. White Mountains und Red Hill im Norden sowie die Belknap Mountains südlich des Lake Winnipesaukee, dieser sowie der Squam Lake und der Lake Kanasatka wiederum im Norden, ließen zwischen sich eine Lücke, die eine wichtige Ost-West-Verbindung im Bereich des späteren Center Harbor Village bildete. Im Osten wohnten die Ossipee, im Süden und Westen die ebenfalls zu den Abnaki gehörenden Stämme der Penacook. Das Gebiet der Seen bot reichlich Nahrung, gesicherte Wasserversorgung und einfachen Transport per Boot. Ein Pfad kam aus dem Osten des Lake Winnipesaukee, durchquerte die Enge und verlief nach Norden weiter. Ein anderer kam aus Nordosten, kreuzte ersteren und führte entlang des Westufers des Winnipesaukee in Richtung der Dörfer am Merrimack. Von diesem teilte sich ein dritter Pfad ab, der zu dem Dorf im Norden des heutigen Plymouth führte, nach dessen Zerstörer der Baker River benannt wurde. In Center Harbor lag ein Dorf der Abnaki, andere in der Nähe wurden in Meredith, an den Weirs im späteren Laconia, in Holderness Village und auf Stonedam Island gefunden. Als die Europäer um 1675–1676 begannen, das Land zu erkunden, zogen sich die Abnaki nach Norden zurück. Nach den Indianerkriegen zwischen 1760 und 1770 begann die Besiedlung durch die Kolonisten.
Als der erste Siedler im Gebiet der späteren Town of Center Harbor wird zumeist ein Mann namens Ebenezer Chamberlain genannt, dem Colonel Joseph Senter folgte. Einer anderen Quelle nach hieß der erste Siedler im heutigen Center Harbor möglicherweise Moses Senter. Dieser kam 1763 als Vermesser und baute eine Blockhütte. Er bezog die Hütte mit seiner Familie im folgenden Jahr, ging dann jedoch nach Manchester. Er kehrte erst nach der Revolution zurück und errichtete ein Haus. Chamberlain soll sich 1765 angesiedelt haben, Joseph Senter, der Bruder von Mose, ein oder zwei Jahre darauf. Moses Senter siedelte nahe dem heutigen Center Harbor Village. Auf einer Karte von 1791 ist dort Senter Harbor verzeichnet. Ob die Familie Senter Center Harbor den Namen lieh und dieser aufgrund eines amtlichen Fehlers als Centre Harbor festgehalten wurde oder ob Center Harbor aufgrund seiner Lage, entweder im Zentrum zwischen den Seen oder aber in der Mitte zwischen Moultonborough und Meredith, zwei anderen Orten am See mit Anlegern, so benannt wurde, ist in den Quellen nicht eindeutig geklärt. Die Besiedlung verlief zunächst langsam, benötigte Waren mussten von den Siedlungen am Merrimack River unterhalb des Winnipesaukee geholt werden. Das Land an sich war hügelig, die Ernten durchschnittlich oder gut, je nach Quelle. Unter administrative Verwaltung kamen die Siedler 1765 mit der Angliederung von Moultonborough Addition zu Moultonborough, das 1777 als New Hampton eigenständige Town wurde. Landrechte waren zuvor schon vergeben worden. So siedelten zwei der frühen Siedler auf Land, das sie als Belohnung für ihren Militäreinsatz erhielten.
Der Hauptort lag im 18. Jahrhundert am Sunset Hill, wo sich die ersten Siedler niedergelassen hatten. Hier und am See entstanden erste Tavernen, in denen Reisende versorgt und untergebracht wurden. Eine weitere Siedlung entstand westlich an dem Bach, der vom Hawkins Pond zum Winona Lake floss und zwei Mühlen mit Antrieb versorgte. Der Ort wurde nach den Produkten der Mühlen Slab City genannt, heute West Center Harbor, und entstand als Ansiedlung der Mühlenarbeiter und -besitzer. Eine dritte Siedlung lag am Ende der Bucht des Winnipesaukees, am Korridor zwischen Seen und Bergen, wo sich mehrere Straßen und damit Handelswege kreuzten und Geschäftsmöglichkeiten eröffneten. Hier war ein Zwischenhalt an der Postkutschenlinie von Concord nach Fryeburg in Maine. Von hier aus fuhren auch Kutschen zu Exkursionen durch die Crawford und Franconia Notch in den White Mountains. Zu diesem Zeitpunkt gehörte dieses Gebiet noch zu Meredith. Die Straßen führten nach Südwesten, über Meredith ins Tal des Merrimack River, nach Nordwesten in Richtung Plymouth und Holderness, nach Nordosten und Osten sowie zwischen Squam Lake und Red Hill hindurch nach Sandwich im Norden. Eine weitere Straße von überörtlicher Bedeutung war die Province Road, die von Portsmouth nach Kanada führte und entlang des Winona Lake Center Harbor durchquerte. Im Gegensatz zu dieser verlief die College Road von der Residenz des Gouverneurs in Wolfeboro zum Dartmouth College in Hanover durch den Korridor bei Center Harbor Village. Eine Ortsstraße war die Center Harbor Neck Road zu den Siedlern am Squam Lake. Zu dieser Zeit im späten 18. Jahrhundert entstanden die Anfänge des Tourismus in Center Harbor. Der Betreiber der Concord-Fryeburg-Linie baute eine Taverne im späteren Center Harbor Village, wo bereits das Senter House bestand.
Aufgrund geographischer Schwierigkeiten, die Town von New Hampton war langgestreckt und das Gelände erschwerte die Teilnahme an Versammlungen sowohl der Town wie der Kirchen, wurde im Juni 1788 ein Antrag auf Sezession unter dem Namen Watertown gestellt. Dieser wurde abgelehnt, doch ein weiterer Antrag von 1797 wurde angenommen und Center Harbor mit Datum vom 7. Dezember 1797 als eigenständige Town gegründet. Die erste Gemeindeversammlung fand am 12. März 1798 statt. Die frühen Siedler kamen aus anderen Gemeinden im Süden New Hampshires und aus Massachusetts. 1812 wurde ein erstes Versammlungshaus gebaut, das jedoch später verfiel. Der Gazetteer von 1817 nennt für den Ort ferner eine Sägemühle und einen Laden. 1825 war Center Harbor in fünf Schulbezirke unterteilt. Deren Anzahl nahm bis auf acht zu. 1837 erbaute die kongregationalistische Gemeinde ein neues Haus, unter anderem, weil sich Sommergäste darüber beschwert hatten, sich zum Gottesdienstbesuch in angrenzende Gemeinden begeben zu müssen.
Neben dem Landkorridor machte die Lage an der Bucht, auch Center Harbor Cove genannt, den Ort zu einem Verkehrsknotenpunkt. Winnipesaukee war etwa sieben Monate im Jahr eisfrei und der Verkehr per Boot einfacher und bequemer als über die Straßen der damaligen Zeit. Benutzt wurden Boote unterschiedlicher Art, Kanus, Flöße und Ruderboote und sogenannte Gundalows, flachbödige, schutenförmige und besegelte Frachtboote. Im 19. Jahrhundert nahm die Bedeutung mit dem Aufkommen von Dampfschiffen auf dem See und dem Bau von Eisenbahnen im Süden noch weiter zu. Um 1820 verlagerte sich das Zentrum des Gemeindelebens vom Sunset Hill zum Dorf an der Bucht, wo die ersten Hotels entstanden waren. 1837 bestand die Siedlung aus etwa 20 Häusern, drei Tavernen, drei Läden, Cider-Mühle, Schule und Kirche, wobei die Mühle in der Sägemühle betrieben wurde, die jenseits der Grenze in Moultonborough lag. 1844, nach einer Gesetzesänderung, die die bisherige Nutzung von Versammlungshäusern für religiöse wie Stadtversammlungen betraf, wurde ein eigenes Stadthaus erbaut, das bis nach 1960 genutzt wurde. Es lag so nahe wie möglich in der geographischen Mitte der Gemeinde, um von allen Seiten ohne unnötigen Aufwand erreichbar zu sein.
1833 wurde das erste dampfbetriebene Schiff auf dem See in Dienst gestellt. 1848 erreichte die Eisenbahn das Seengebiet. Lakeport in Laconia wurde 1848 angeschlossen, im Jahr darauf folgten The Weirs direkt am See und Alton im Südosten, und ein Dampfer nahm den fahrplanmäßigen Linienverkehr auf dem See auf, der binnen kurzem auch Center Harbor anlief. Bis die White Mountains von Eisenbahnstrecken direkt erschlossen wurden, reisten Touristen per Zug an den Winnipesaukee, mit dem Schiff nach Center Harbor und von dort mit Kutschen in Richtung Conway und nach den Bergen. 1850 war die Bahnstrecke Concord–Wells River westlich des Sees bis nach Plymouth fertiggestellt, und der Bahnhof „Winona Station“ lag direkt hinter der Gemeindegrenze in New Hampton. Über den See bestand Anschluss an Bahnhöfe in The Weirs, Wolfeboro und Alton. Zum Ende des Jahrzehnts hatte Center Harbor unter anderem zwei Gemeinden, neben den Kongregationalisten auch eine der Baptisten Freien Willens, ein Postamt und war in acht Schulbezirke unterteilt. Ein Postamt existierte seit 1792, zu dieser Zeit noch in einem Privathaus, später in verschiedenen Läden. Postkutschen verbanden Center Harbor mit Sandwich, Conway, Ossipee und dem Glen House in Pinkham Notch noch bis nach 1870.

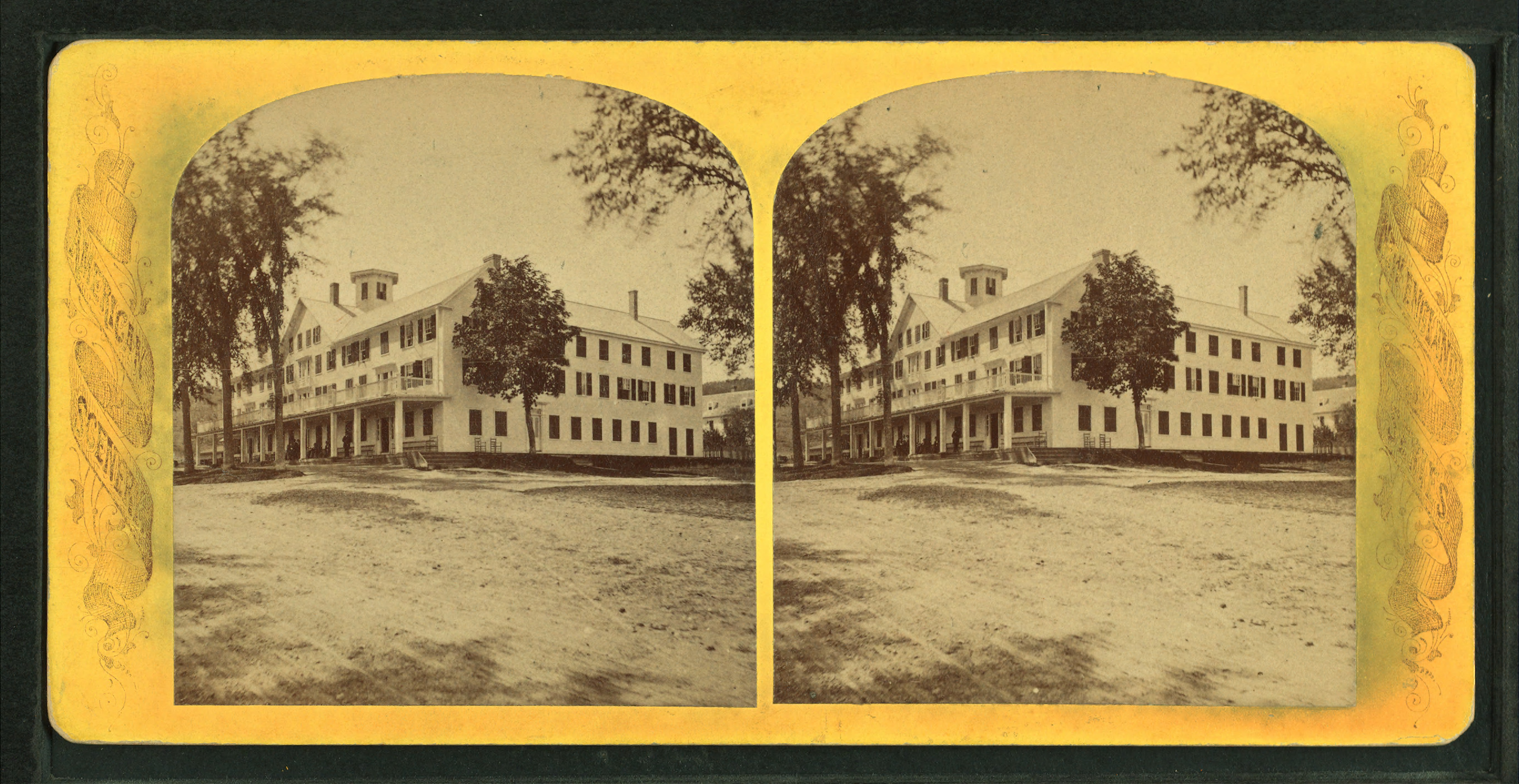
Stereoskopie des ersten Senter House

1873 wurde Center Harbor um ein Stück Land erweitert, das zuvor zu Meredith gehört hatte. Damit lag auch der heutige Kernort im Gemeindegebiet. Hier standen drei Hotels, die um die 600 Saisongäste beherbergten. Die YMCA betrieb eine Bibliothek. Eine vierstellige Anzahl von Gästen kam für einen kürzeren Zeitraum, für einen kürzeren Urlaub oder nur eine Mahlzeit auf der Durchreise. Die Haupteinnahmequelle der Einwohner war die Landwirtschaft. Der Ertrag aus Bodenprodukten belief sich auf etwa 52.000 Dollar, die Touristen brachten mit 50.000 Dollar nur etwas weniger. Weitere Produkte waren Schnittholz und Schuhe, von denen zu dieser Zeit 15.000 Paar im Jahr gefertigt wurden. An den unverändert acht Schulen wurde durchschnittlich 16 Wochen pro Jahr Unterricht erteilt.
Nachdem das Aufkommen der Dampfschifffahrt den Lake Winnipesaukee an sich zum Ziel von Touristen gemacht hatte, statt nur als bequemerer Transportweg zu dienen, war Center Harbor bis 1880 zu einer Sommerfrische geworden. 1887 brannte das Senter House ab und wurde im Jahr darauf durch einen von Frederick Stickney, einem Architekten aus Boston, entworfenen Neubau ersetzt. Neben den drei großen Hotels gab es mehrere Pensionen und Feriencottages, die Gäste aufnahmen. Zu den Sommergästen gehörte unter anderem auch der Dichter John Greenleaf Whittier, der Centre Harbor (sic) in einem seiner Gedichte erwähnte.
Der größte Teil der Bevölkerung im 19. Jahrhundert lebte von Subsistenzlandwirtschaft. 1802 wurden Merinoschafe in New Hampshire eingeführt, und ein paar Jahrzehnte danach zählte Center Harbor neben anderem Vieh fast so viele Schafe wie Einwohner. Nach dem Sezessionskrieg nahm die Bevölkerung jedoch wie in anderen Gemeinden New Hampshires ab. Farmen wurden aufgelassen und verkauft, ein Prozess, der bis nach der Jahrhundertwende anhielt. Nach 1880 wurde in Center Harbor noch an vier herkömmlichen Einraumschulen unterrichtet. Je nach Lage gingen Kinder auch in Moultonborough und Holderness zur Schule. Nach einer Gesetzesänderung im Jahr 1885, die das alte Schulsystem aufhob, wurde die Center Harbor Village School gebaut, und die alten Schulen stellten nach und nach den Betrieb ein, die letzte 1946. 1905 wurde Center Harbor an das Telefonnetz angeschlossen, 1910 begann die Elektrifizierung. Der Strom wurde zunächst in der Mühle am Abfluss des Lake Kanasatka erzeugt, die schon zuvor nicht nur der Holzsägerei, sondern auch der Cider-Produktion diente. Das erste Mal wurde die Beleuchtung zur Eröffnung der heute noch bestehenden Nichols-Library eingeschaltet. Ab 1916 kam der Strom von einem Werk in Meredith. Die Elektrifizierung der abgelegeneren Gebiete der Gemeinde dauerte bis nach 1940. 1916 wurde eine Feuerwehr eingerichtet. Bis dahin hatten die Bewohner Brände selbst gelöscht. 1919 brannte das Colonial House ab, das dritte der großen Hotels am Ort. Obwohl andere Betriebe weitergeführt und teils auch ausgebaut wurden, begann damit der Niedergang der großen, alten Hotels. Das Aufkommen des Automobils zog auch ein verändertes Verhalten der Touristen nach sich, die statt der Hotels Motels und kleinere Ferienhäuser suchten. Farmer bauten solche Unterkünfte, aber auch einfache Plattformen zum Errichten von Zelten und verschafften sich dadurch ein Zusatzeinkommen. Andere verkauften Land. Besonders Ufergrundstücke für Ferienhäuser waren gesucht. Diese entstanden entlang des Lake Winona, an dem kurzen Abschnitt im Norden des Lake Waukeewan, der zu Center Harbor gehört, und am Squam Lake.
Eine Folge des zunehmenden Verkehrs war die Notwendigkeit, die Straßen zu erweitern. 1953 und 1954 wurde die New Hampshire Routes zwischen Center Harbor Village und dem See hindurch gebaut, trennte den Ortskern vom See und zog den Durchgangsverkehr ab. 1970 wurde das neue Amtshaus in Center Harbor Village eröffnet, das unter anderem auch die Feuerwache enthält. Die veränderten Transportbedingungen hatten eine möglichst verkehrsgünstige Lage überflüssig gemacht. Im gleichen Jahr wurde wieder ein Postamt eröffnet, das zeitweilig in der Nachbargemeinde gelegen hatte, und die alte Schule  geschlossen. Die Gemeinde war 1955 einem gemeindeübergreifenden Schulbezirk beigetreten.

### Bevölkerungsentwicklung
| Jahr      | 1767 | 1773 | 1775 | 1783 | 1786 | 1790 | 1800 | 1810 | 1820 | 1830 |
| --------- | ---- | ---- | ---- | ---- | ---- | ---- | ---- | ---- | ---- | ---- |
| Einwohner |      |      |      |      |      |      | 263  | 349  | 486  | 577  |
| Jahr      | 1840 | 1850 | 1860 | 1870 | 1880 | 1890 | 1900 | 1910 | 1920 | 1930 |
| Einwohner | 579  | 543  | 484  | 446  | 521  | 479  | 422  | 420  | 422  | 382  |
| Jahr      | 1940 | 1950 | 1960 | 1970 | 1980 | 1990 | 2000 | 2010 | 2020 | 2030 |
| Einwohner | 355  | 451  | 511  | 540  | 808  | 979  | 1000 | 1096 | 1097 |      |

## Wirtschaft und Infrastruktur
Das Pro-Kopf-Einkommen betrug 41.055 Dollar, das Medianeinkommen für Männer 60.833 Dollar, für Frauen 43.269 Dollar, wobei 6,5 Prozent der Ortsansässigen unterhalb der Armutsgrenze lebten. Die Arbeitslosenquote betrug 2,1 % im Jahr 2019, größter Arbeitgeber war ein Gemischtwarenladen mit 50 angegebenen Beschäftigten, gefolgt von einem Immobilienmakler mit 10 Beschäftigten. 18,1 % der ortsansässigen Erwerbstätigen arbeiteten in ihrem Wohnort, 77,1 % pendelten innerhalb des Staates, 4,8 % in einen anderen Bundesstaat (Angaben der Gemeinde von 2020, Stand 2021).

### Gemeindeeinrichtungen
Die Polizei ist in Vollzeit, die Feuerwehr in Teilzeit tätig, der medizinische Notdienst wird von Teilzeitkräften oder von privat versehen. Das nächstgelegene Krankenhaus ist das Speare Memorial Hospital in Plymouth oder das größere Lakes Region General Hospital, 24 und 26 Kilometer entfernt. Center Harbor unterhält keine eigenen Schulen. Es gehört mit Sandwich und Meredith zum Inter-Lakes-Schulbezirk. Die James E. Nichols im Village wurde 1910 gestiftet. Die Wasserversorgung erfolgt mittels privater Brunnen, die Abwasserentsorgung privat oder durch die Gemeinde, die eine Kläranlage betreibt. Es gibt keine Müllabfuhr und keine Abgabe gegen Entgelt, Recycling ist obligatorisch.

### Verkehr
Durch das Gebiet von Center Harbor verlaufen die US–3 sowie die New Hampshire Routes NH-25 und NH-25B. Anschluss zur Interstate 93 besteht 13 Meilen entfernt in New Hampton. Der Flugplatz von Laconia, der Laconia Municipal Airport, kann von kleineren Jets angeflogen werden, der nächstgelegene Flughafen ist der Manchester-Boston Regional Airport in Manchester.

## Personen
- Phoebe Foster (1895–1975), hier geboren, Schauspielerin
- Richard H. Wilhelm (1909–1968), Chemieingenieur und Dozent